# Hohendilching
Hohendilching ist ein Gemeindeteil von Valley im oberbayerischen Landkreis Miesbach. Das Kirchdorf liegt circa eineinhalb Kilometer nördlich von Valley.

## Geschichte
Besitz des Klosters Tegernsee in Tulihhinga ist bereits im 10. Jahrhundert belegt. 

## Baudenkmäler

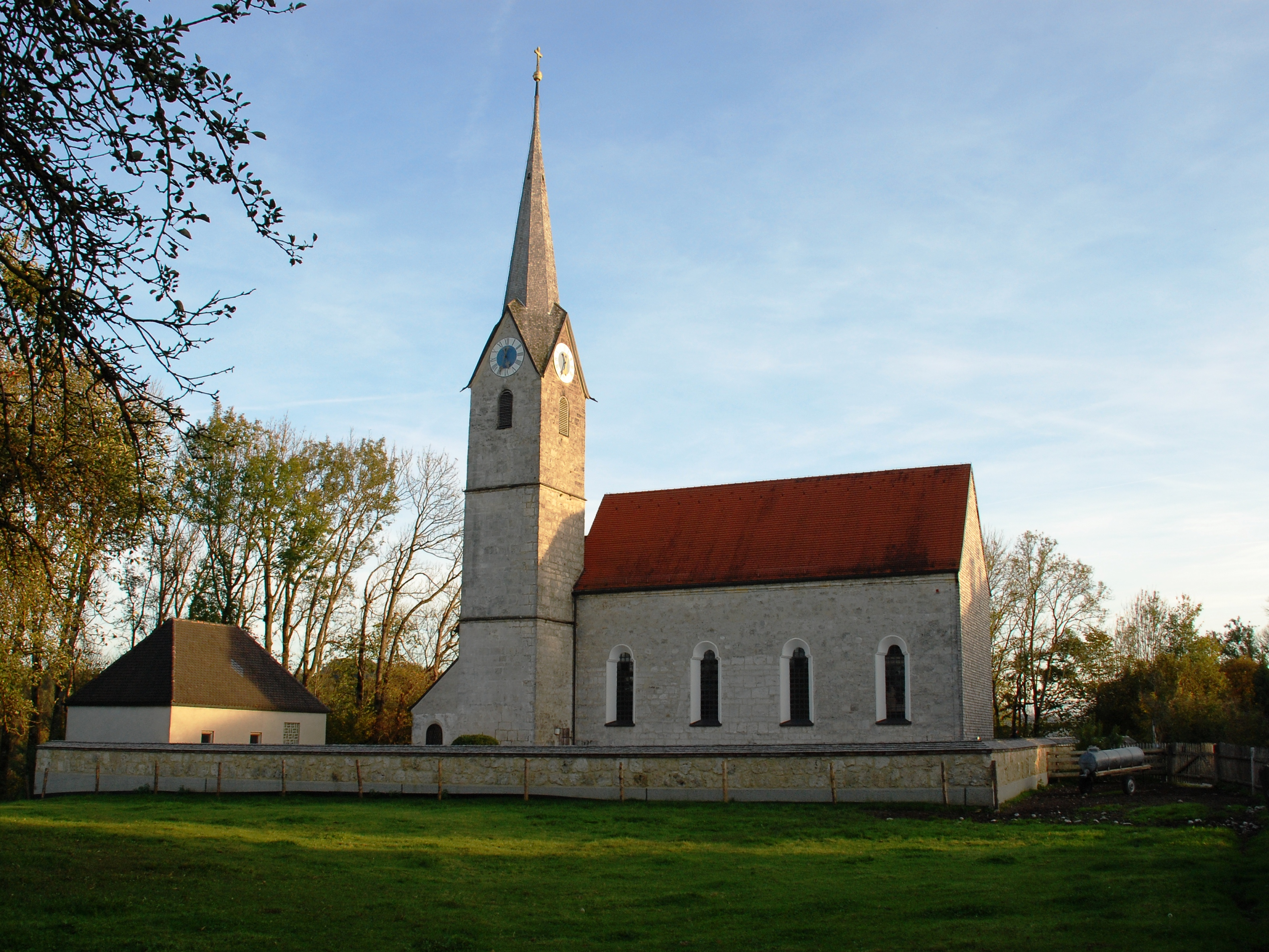
Kirche St. Andreas

- Katholische Filialkirche St. Andreas, erbaut ab dem 15. Jahrhundert

Siehe auch: Liste der Baudenkmäler in Hohendilching